# Willi Schäferdiek
Willi (eigtl. Heinrich Wilhelm) Schäferdiek (Pseudonym: Hermann Domhoff, * 19. Januar 1903 in Speldorf/Mülheim (Ruhr); † 26. März 1993 in Troisdorf) war ein deutscher Schriftsteller.

## Leben
Willi Schäferdiek entstammte einer Arbeiterfamilie. Nach dem Tod des Vaters im Jahre 1916 war Schäferdiek gezwungen, durch Arbeit in einer Schreinerei zum Lebensunterhalt der Familie beizutragen. Ab 1917 studierte er am Lehrerseminar in Kettwig. Er brach das Studium 1921 ab und war anschließend in verschiedenen Berufen tätig, u. a. als Bankangestellter und Buchhändler. Ab 1926 war er Dramaturg beim Westdeutschen Rundfunk in Köln. Als im Wesentlichen unpolitischer Autor und Mitglied der NSDAP konnte er seine Karriere im Nationalsozialismus fortsetzen. 1937 wechselte er zum Reichssender Saarbrücken und 1939 schließlich zum Deutschen Kurzwellensender in Berlin. Ab 1944 nahm er als Soldat der Wehrmacht am Zweiten Weltkrieg teil. Er geriet in amerikanische Kriegsgefangenschaft. Nach seiner Entlassung ging er 1945 nach Siegburg, wo er sich als freier Schriftsteller niederließ. Einer seiner Söhne ist der Kirchengeschichtler Knut Schäferdiek. 
Willi Schäferdieks Werk umfasst Erzählungen, Romane, Gedichte, Dramen und Hörspiele. Während seine ersten Werke noch von pathetischer Sozialkritik geprägt sind, verlegte er sich später auf die dramatische und epische Darstellung revolutionärer historischer Persönlichkeiten wie Thomas Müntzer und Napoleon. Neben seinen literarischen Werken verfasste Schäferdiek seit den Fünfzigerjahren als Auftragsarbeiten auch Firmengeschichten.

## Ehrungen
Schäferdiek wurde am 5. September 1988 mit dem Verdienstorden des Landes Nordrhein-Westfalen ausgezeichnet.

## Werke
- Mörder für uns, Bonn 1927
- Vom Ende einer Kreatur, Berlin 1928
- Ende der Kreatur, Dresden 1930
- Der Trommler Gottes, München 1934
- Zuma, Saarlouis 1935
- Der rheinische Eulenspiegel, Borna [u. a.] 1936
- Wer ist mit im Spiel?, Rösrath b. Köln 1936
- Matthias Tobias, Leipzig 1938
- Marina zwischen Strom und Moor, Salzburg [u. a.] 1939
- Die Eierfahrt und andere Volksgeschichten, Wien [u. a.] 1942
- Schinderhannes, Berlin 1942 (zusammen mit Gustav Kneip)
- Kleines Bilderbuch der Kindheit, Berlin 1944
- Gestern so wie heute, Rheinhausen 1949
- Der Leibarzt Seiner Majestät, Aschaffenburg 1951
- Rebell in Christo, Hattingen (Ruhr) 1953
- 100 Jahre im Dienste der Allgemeinheit, Siegburg 1954
- 50 Jahre Gemeinde-Sparkasse Hennef, Sieg, Hennef-Sieg 1955
- Zeigt her eure Füßchen, Weinheim/Bergstr. 1957 (zusammen mit Gustav Kneip)
- Vom Werden und Wachsen unseres Hauses, Siegburg 1963
- Das tausendjährige Dollendorf, Bonn 1966
- Rolf Bongs, ein Schriftsteller der Gegenwart, München 1970
- Gesammelte Bühnenwerke, Siegburg 1981
- Casanovas verschwiegenes Abenteuer, Siegburg 1982
- Oh Flügelschlag des Bussards, Siegburg 1982
- Dreiklang, Siegburg 1984
- Lebens-Echo, Düsseldorf 1985
- "Ich war mit dabei", Siegburg 1991

## Herausgeberschaft
- Das Lied der Front, Wolfenbüttel (zusammen mit Alfred-Ingemar Berndt und Gustav Kneip)
  - 1 (1940)
  - 2 (1940)
  - 3 (1940)
- Friedrich Gerstäcker: Die Regulatoren in Arkansas, Kempen-Niederrh. 1948
- Deutschland im Volkslied, Frankfurt [u. a.] 1958 (zusammen mit Gustav Kneip)